# Daruvarski omladinski nogometni klub
Daruvarski omladinski nogometni klub (DONK) je bivši nogometni klub iz Daruvara.

## Povijest
Klub su u lipnju 1919. osnovali Nikola Gačeša i Vinko Lokotar. Osnovan je kako bi oko sebe okupio članove novog novog daruvarskog nogometnog kluba koji nije imao lijevo-socijalističku orijentaciju kao klub SNK Marx. Klupske boje bile su crna i bijela.
Prvi registrirani igrači kluba bili su:
Velimir Bažant, Nikola Gačeša, Hugo Gross, Dušan Holcer, Vladimir Ilijević, Mihajlo Jovanović, Šandor Kolin, Ivan Klobučar, Slavko Klinberg, Vinko Lokotar, Matija Matijević, Šandor Pfeiffer, Dragan Pfeiffer, Antun Pollak, Ljudevit Sorga, Milan Stojisavljević, Karlo Šterk, Jaroslav Tauber i Otto Ungar.
Početkom 1937. klub je od Zagrebačkog nogometnog podsaveza zatražio mogućnost promjene imena kluba, ali kako je klub bio u stečaju, to nije bilo moguće. Dana 2. lipnja 1937. godine održana je posljednja godišnja skupština kluba na kojoj je klub raspušten. Paralelno s gašenjem DONK-a pokrenuto je osnivanje nogometnog kluba Radnički koji je na svoje ime preuzeo imovinu ugašenog kluba.

### Članci
- Ambroš, Davor. 2022. Prvi daruvarski nogometni klubovi. Zbornik Janković. Ogranak Matice hrvatske u Daruvaru. Daruvar. 6 (7): 49–76